# Daniel Olin
Daniel Olin, född i Åbo, är en finlandssvensk journalist som jobbat på Yle sedan ungefär 2004. Olin är Svenska Yles korrespondent i USA sedan början av augusti 2022. Han har blivit känd som programledare i Daniel Olin samt som studiovärd för TV-Nytt.
Han är uppvuxen i Åbo och blev politices magister vid Åbo Akademi år 2008. Han började sin karriär på Yle som freelancer på Yle Sporten. Olin jobbade på Yle Åboland 2004-2008 och sedan som nyhetsredaktör, studiovärd och producent på TV-Nytt. Han var korrespondent för Svenska Yle i Bryssel 2015-2018. 
Olin blev programledare för TV-diskussionsprogrammet Daniel Olin på Yle år 2019. I programmet intervjuar han en känd person i 30 minuter. Daniel är gift, har två barn och en hund.